# Barbara Ferrell
Barbara Ann Ferrell (Hattiesburg, 28 de julho de 1947) é uma ex-atleta velocista e campeã olímpica norte-americana.
Sua primeira competição internacional foi nos Jogos Pan-americanos de 1967, em Winnipeg, Canadá, onde ficou com a medalha de ouro nos 100 m rasos. Nos Jogos Olímpicos da Cidade do México 1968, ela conquistou a prata nos 100 m e foi campeã olímpica no revezamento 4x100 m, junto com Wyomia Tyus, Margaret Bailes e Mildrette Netter, quando o quarteto norte-americano estabeleceu um novo recorde mundial – 42s88. Voltou a competir em Munique 1972, sem conquistar medalhas.
Depois de encerrar a carreira nas pistas, foi técnica de atletismo da Universidade Estadual da Califórnia em Dominguez Hills (CSUDH) e da Universidade de Nevada, em Las Vegas.